# 多倫多狼群橄欖球俱樂部
多倫多狼群橄欖球俱樂部（英語：Toronto Wolfpack Rugby League Football Club）是位於加拿大安大略省多倫多的一支職業橄欖球隊，2020年昇入橄欖球超級聯賽。

## 歷史

### 2014~2016：成立
多倫多狼群的球團成立於2014年，籌建人之一為加拿大聯盟式橄欖球協會時任主席埃里克·佩雷斯。球團本來希望直接加入最高級別的橄欖球超級聯賽，但遭到拒絕，於是球團改變思路，決定申請加入第三級別的英格蘭甲級聯盟式橄欖球聯賽，通過奪冠升級進入超級聯賽。2016年4月17日，球團召開新聞發佈會，正式宣佈加入英格蘭甲級聯盟式橄欖球聯賽。為了加入英格蘭聯賽，球團不僅向聯賽支付了50萬加元的加盟費，還保證擔負所有非超級聯賽球隊前往加拿大比賽的交通和住宿支出。
2016年9月，多倫多狼群在北美洲五座城市舉辦了選拔活動，五座城市分別為：加拿大多倫多、溫哥華、牙買加京斯敦、美國費城以及坦帕。

### 2017：甲級聯賽

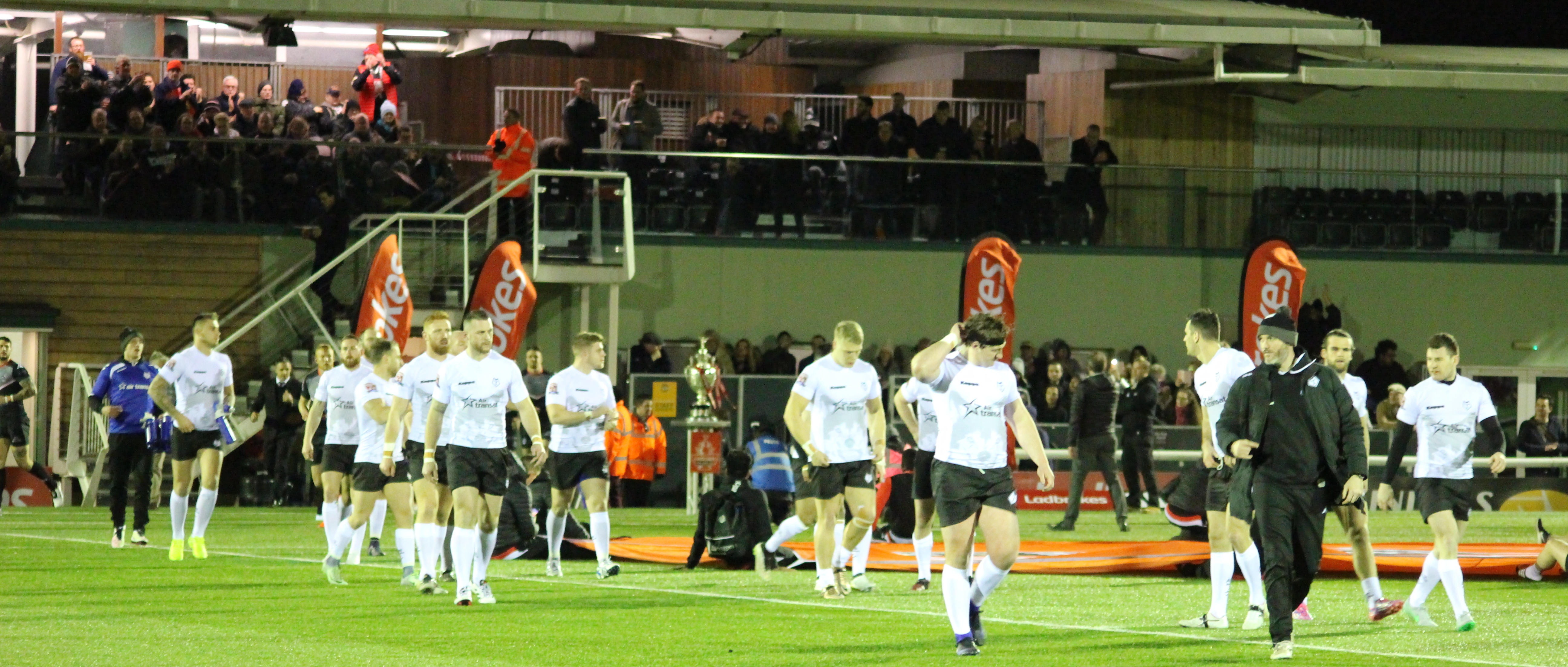
參加2017年挑戰盃的多倫多狼群。

2017年2月25日是多倫多狼群的第一場正式比賽：多倫多狼群在橄欖球挑戰盃第三輪的比賽當中以14-6擊敗半職業球隊西德爾。2017年3月4日，第一場聯賽常規賽：多倫多狼群客場挑戰倫敦學者，並以76-0大勝。多倫多狼群的第一場主場比賽，是在2017年5月6日擊敗牛津的比賽。當天的入場人數高達6281人。8月31日，多倫多狼群在主場以62-8大勝巴洛突擊者，提前奪得常規賽冠軍，並鎖定2018年英格蘭聯盟式橄欖球錦標賽席位。

### 2018~2019：錦標賽

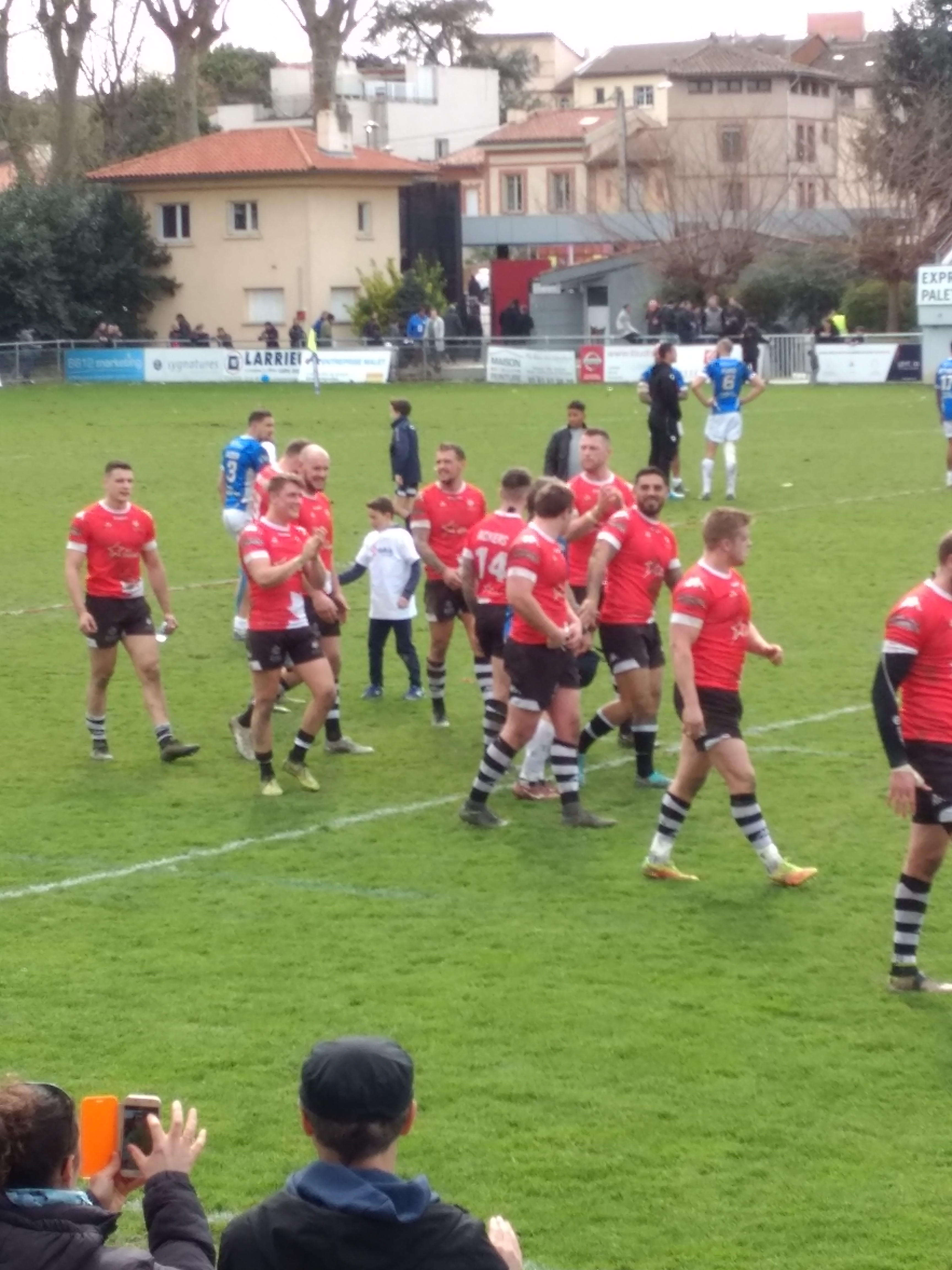
2018年，多倫多狼群在常規賽擊敗圖盧茲奧林匹克。

2018年4月2日，多倫多狼群第一次在英格蘭以外迎戰了另一支非英格蘭球隊：來自法國圖盧茲的圖盧茲奧林匹克。比賽在圖盧茲郊外的埃爾內斯特·阿爾熱萊斯體育場舉行，多倫多以22-24險勝圖盧茲。兩隊在2018賽季「魔術週末」期間在英格蘭紐卡斯爾聖占士公園球場再次交手。這場比賽對陣雙方共達陣得分13次，最終多倫多以43-40再次擊敗圖盧茲，但是賽後圖盧茲主教練西爾凡·烏勒批評裁判數次作出了對多倫多有利的誤判。
2018賽季，多倫多狼群在常規賽期間表現出色，以20勝一平二負的戰績獲得常規賽冠軍，但是在季後賽中由於得分不及另外三支同樣五勝二負的球隊（索爾福德、利茲和赫爾京斯頓流浪者）而需要通過百萬英鎊大賽爭奪超級聯賽的最後一個名額。2018年10月7日，多倫多狼群在多倫多主場以2-4憾負同為錦標賽球隊的倫敦野馬，無緣超級聯賽。這也是百萬英鎊大賽2015年開始舉辦以來比分最低的比賽。
2018賽季結束後，英格蘭橄欖球協會突然向多倫多狼群和圖盧茲奧林匹克分別索要75萬英鎊，作為2019年挑戰盃的參賽保證金。此外，另一支法國球隊加泰羅尼亞龍也被索要50萬英鎊參賽保證金。媒體分析認為：加泰羅尼亞龍在2018年挑戰盃的優異表現，導致英國主辦方門票銷量下跌，而在溫布利球場舉辦，由加泰羅尼亞龍挑戰沃靈頓狼的挑戰盃總決賽，更有接近四萬張門票賣不出去，因此英格蘭橄欖球協會決定利用挑戰盃規則的漏洞，要求參賽的部份外國球隊繳納巨額保證金，以填補可能出現的財政損失。三支球隊都拒絕繳納保證金，於是多倫多和圖盧茲被英格蘭橄欖球協會逐出2019年挑戰盃。但英格蘭橄欖球協會不希望衛冕冠軍加泰羅尼亞龍退出挑戰盃，因此雙方最終在2019年1月達成協議：英格蘭橄欖球協會不再索要參賽保證金，而加泰羅尼亞龍會如約參加2019年挑戰盃。
2019賽季，多倫多狼群贏得了27場常規賽當中的26場，蟬聯常規賽冠軍，唯一一次輸球是在3月10日客場以46-16被圖盧茲奧林匹克擊敗。10月5日，第二次進入百萬英鎊大賽的多倫多狼群在主場以24-6擊敗菲瑟斯通流浪者，成功升入2020年超級聯賽。

### 2020：生不逢時

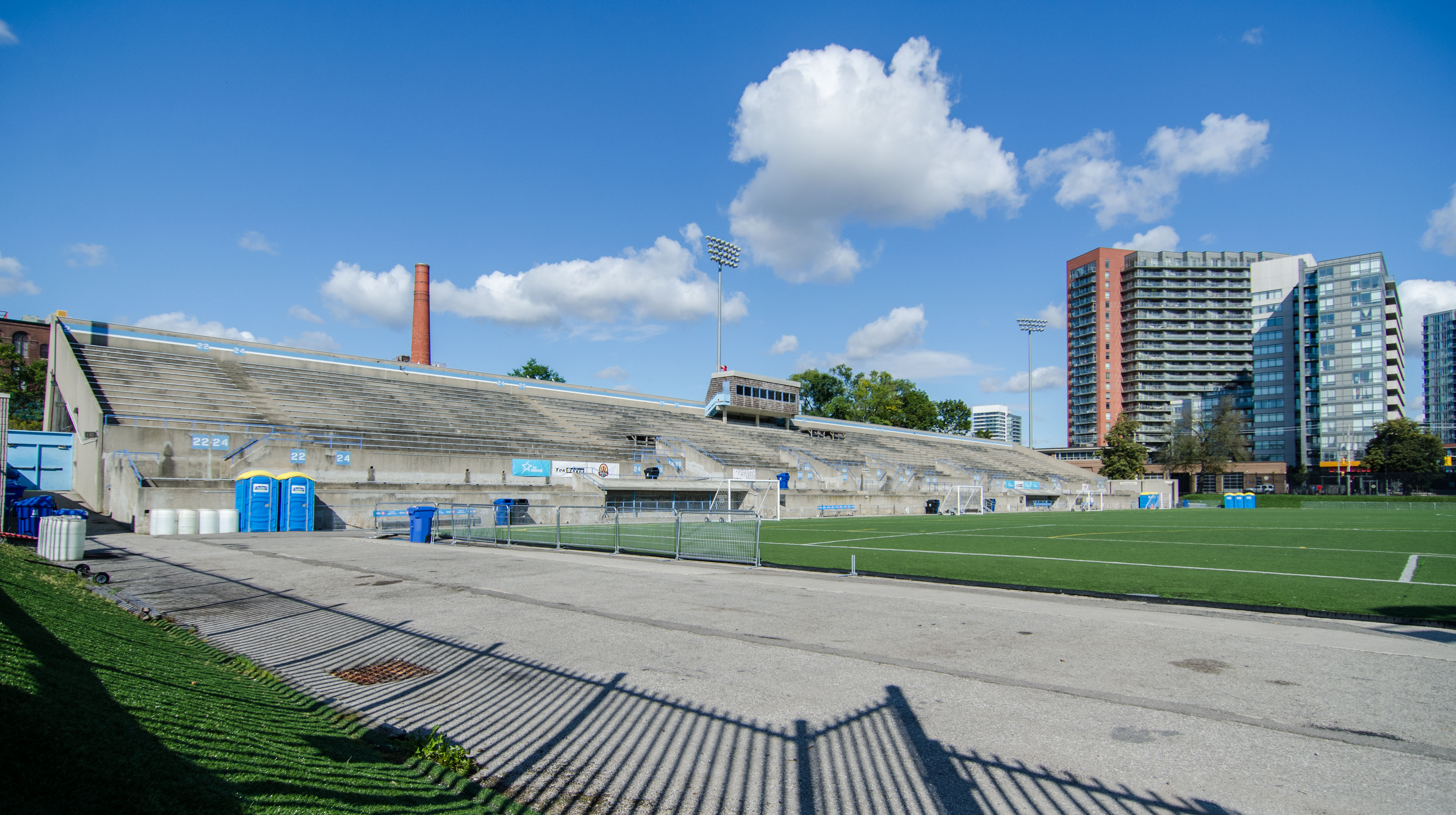
多倫多狼群的主場藍珀特體育場。

升入2020年超級聯賽的多倫多狼群遭遇了前所未有的挑戰。面對來自英格蘭的強隊，多倫多六場比賽未嚐一勝。在2月29日的比賽中，多倫多更是被衛冕冠軍聖海倫斯零封。不久之後，COVID-19疫情的爆發導致各國紛紛關閉邊境，這給了多倫多狼群最後的致命一擊。2020年7月20日，多倫多狼群宣佈：迫於極為嚴重的財政困難，球隊不得不退出橄欖球超級聯賽。
後來，由新東主組建的新球團收購了多倫多狼群的品牌，並申請在2021年重返英格蘭聯賽系統，甚至表示願意留在英格蘭，直到賽季結束才返回加拿大。但其申請在2020年11月被英格蘭聯賽系統拒絕。2021年3月，新球團宣佈：多倫多狼群將在2022年加入新成立的「北美聯盟式橄欖球聯賽」。同年加入的還有另一支加拿大球隊「渥太華王牌」。

## 陣容（2019）
| 號碼   | 國籍     | 中文姓名          | 外文姓名            | 位置            |
| ------ | -------- | ----------------- | ------------------- | --------------- |
| 1      | 英格兰   | 加雷夫·歐布萊恩   | Gareth O'Brien      | 殿衛            |
| 2      | 蘇格蘭   | 馬修·羅素         | Matthew Russell     | 翼鋒            |
| 3      | 新西兰   | 崔斯·斯坦利       | Chase Stanley       | 中鋒/翼鋒       |
| 4      | 萨摩亚   | 瑞奇·雷烏泰雷     | Ricky Leutele       | 中鋒            |
| 5      | 爱尔兰   | 利厄姆·凱伊       | Liam Ray            | 翼鋒            |
| 6      | 英格兰   | 喬瑟夫·梅洛       | Joseph Mellor       | 傳鋒/接鋒       |
| 7      | 澳大利亚 | 喬許·麥克隆       | Josh McCrone        | 傳鋒/鈎球員     |
| 8      | 英格兰   | 亞當·西德樓       | Adam Sidlow         | 支柱            |
| 11     | 英格兰   | 安德魯·迪克森     | Andrew Dixon        | 鎖球員          |
| 12     | 新西兰   | 博迪恩·湯普森     | Bodene Thompson     | 鎖球員          |
| 13     | 英格兰   | 喬納森·威爾金     | Jonathan Wilkin     | 鎖球員/第三鋒線 |
| 14     | 英格兰   | 安迪·艾克爾斯     | Andy Ackers         | 鈎球員          |
| 15     | 澳大利亚 | 達西·勒西克       | Darcy Lussick       | 支柱            |
| 16     | 英格兰   | 湯姆·歐爾比森     | Tom Olbison         | 支柱/鎖球員     |
| 17     | 澳大利亚 | 布雷克·華萊士     | Blake Wallace       | 傳接鋒/傳鋒     |
| 18     | 法國     | 加德溫·斯普靈爾   | Gadwin Springer     | 第一鋒線        |
| 19     | 英格兰   | 蓋瑞·惠勒         | Gary Wheeler        | 傳接鋒/中鋒     |
| 21     | 爱尔兰   | 安東尼·莫拉利     | Anthony Mullally    | 支柱            |
| 22     | 英格兰   | 格雷戈里·沃爾星頓 | Greg Worthington    | 中鋒            |
| 23     | 蘇格蘭   | 萊恩·布瑞爾利     | Ryan Brierley       | 傳鋒            |
| 27     | 法國     | 哈基姆·米盧迪     | Hakim Miloudi       | 翼鋒/殿衛       |
|        | 新西兰   | 桑尼比爾·威廉姆斯 | Sonny Bill Williams | 中鋒            |
|        |          |                   |                     |                 |
| 教練組 | 英国     | 布萊恩·麥克德莫特 | Brian McDermott     | 總教練          |
| 教練組 | 爱尔兰   | 克爾特·哈格爾提   | Kurt Haggerty       | 助理教練        |
| 教練組 | 英国     | 克里斯·普盧姆     | Chris Plume         | 助理教練        |

## 成績
| 賽季 | 賽季 | 常規賽 英格蘭甲級聯賽                            | 常規賽 英格蘭甲級聯賽                            | 常規賽 英格蘭甲級聯賽                            | 常規賽 英格蘭甲級聯賽                            | 常規賽 英格蘭甲級聯賽                            | 常規賽 英格蘭甲級聯賽                            | 常規賽 英格蘭甲級聯賽                            | 常規賽 英格蘭甲級聯賽                            | 季後賽 英格蘭甲級聯賽                            | 季後賽 英格蘭甲級聯賽                            | 季後賽 英格蘭甲級聯賽                            | 季後賽 英格蘭甲級聯賽                            | 季後賽 英格蘭甲級聯賽                            | 季後賽 英格蘭甲級聯賽                            | 季後賽 英格蘭甲級聯賽                            | 挑戰盃 |
| 賽季 | 賽季 | 排名                                             | 積分                                             | 比賽                                             | 勝                                               | 平                                               | 負                                               | 得分                                             | 失分                                             | 排名                                             | 比賽                                             | 勝                                               | 平                                               | 負                                               | 得分                                             | 失分                                             | 成績   |
| 2017 | 2017 | 第一                                             | 30                                               | 15                                               | 15                                               | 0                                                | 0                                                | 916                                              | 157                                              | 冠軍                                             | 7                                                | 5                                                | 1                                                | 1                                                | 248                                              | 86                                               | 第五輪 |
| 賽季 | 賽季 | 常規賽 英格蘭錦標賽                              | 常規賽 英格蘭錦標賽                              | 常規賽 英格蘭錦標賽                              | 常規賽 英格蘭錦標賽                              | 常規賽 英格蘭錦標賽                              | 常規賽 英格蘭錦標賽                              | 常規賽 英格蘭錦標賽                              | 常規賽 英格蘭錦標賽                              | 升級附加賽 英格蘭錦標賽/英格蘭超級聯賽           | 升級附加賽 英格蘭錦標賽/英格蘭超級聯賽           | 升級附加賽 英格蘭錦標賽/英格蘭超級聯賽           | 升級附加賽 英格蘭錦標賽/英格蘭超級聯賽           | 升級附加賽 英格蘭錦標賽/英格蘭超級聯賽           | 升級附加賽 英格蘭錦標賽/英格蘭超級聯賽           | 升級附加賽 英格蘭錦標賽/英格蘭超級聯賽           | 挑戰盃 |
| 賽季 | 賽季 | 排名                                             | 積分                                             | 比賽                                             | 勝                                               | 平                                               | 負                                               | 得分                                             | 失分                                             | 排名                                             | 比賽                                             | 勝                                               | 平                                               | 負                                               | 得分                                             | 失分                                             | 成績   |
| 2018 | 2018 | 第一                                             | 41                                               | 23                                               | 20                                               | 1                                                | 2                                                | 866                                              | 374                                              | 百萬英鎊大賽                                     | 8                                                | 5                                                | 0                                                | 3                                                | 138                                              | 122                                              | 八強賽 |
| 2019 | 2019 | 第一                                             | 52                                               | 27                                               | 26                                               | 0                                                | 1                                                | 1010                                             | 356                                              | 冠軍                                             | 2                                                | 2                                                | 0                                                | 0                                                | 64                                               | 30                                               | 未參加 |
| 賽季 | 賽季 | 常規賽 英格蘭超級聯賽                            | 常規賽 英格蘭超級聯賽                            | 常規賽 英格蘭超級聯賽                            | 常規賽 英格蘭超級聯賽                            | 常規賽 英格蘭超級聯賽                            | 常規賽 英格蘭超級聯賽                            | 常規賽 英格蘭超級聯賽                            | 常規賽 英格蘭超級聯賽                            | 季後賽 英格蘭超級聯賽                            | 季後賽 英格蘭超級聯賽                            | 季後賽 英格蘭超級聯賽                            | 季後賽 英格蘭超級聯賽                            | 季後賽 英格蘭超級聯賽                            | 季後賽 英格蘭超級聯賽                            | 季後賽 英格蘭超級聯賽                            | 挑戰盃 |
| 賽季 | 賽季 | 排名                                             | 積分                                             | 比賽                                             | 勝                                               | 平                                               | 負                                               | 得分                                             | 失分                                             | 排名                                             | 比賽                                             | 勝                                               | 平                                               | 負                                               | 得分                                             | 失分                                             | 成績   |
| 2020 | 2020 | 球隊受COVID-19疫情影響而退出聯賽，所有成績作廢。 | 球隊受COVID-19疫情影響而退出聯賽，所有成績作廢。 | 球隊受COVID-19疫情影響而退出聯賽，所有成績作廢。 | 球隊受COVID-19疫情影響而退出聯賽，所有成績作廢。 | 球隊受COVID-19疫情影響而退出聯賽，所有成績作廢。 | 球隊受COVID-19疫情影響而退出聯賽，所有成績作廢。 | 球隊受COVID-19疫情影響而退出聯賽，所有成績作廢。 | 球隊受COVID-19疫情影響而退出聯賽，所有成績作廢。 | 球隊受COVID-19疫情影響而退出聯賽，所有成績作廢。 | 球隊受COVID-19疫情影響而退出聯賽，所有成績作廢。 | 球隊受COVID-19疫情影響而退出聯賽，所有成績作廢。 | 球隊受COVID-19疫情影響而退出聯賽，所有成績作廢。 | 球隊受COVID-19疫情影響而退出聯賽，所有成績作廢。 | 球隊受COVID-19疫情影響而退出聯賽，所有成績作廢。 | 球隊受COVID-19疫情影響而退出聯賽，所有成績作廢。 | 第六輪 |